# Distretto di Wanon Niwat
Il distretto di Wanon Niwat (in thailandese: วานรนิวาส) è un distretto (amphoe) della Thailandia, situato nella provincia di Sakon Nakhon.